# Коломје (Ен)
Коломје (фр. Colomieu) је насељено место у Француској у региону Рона-Алпи, у департману Ен (Рона-Алпи).
По подацима из 2011. године у општини је живело 112 становника, а густина насељености је износила 18,79 становника/km².

## Демографија
| 1962. | 1968. | 1975. | 1982. | 1990. | 2011. |
| ----- | ----- | ----- | ----- | ----- | ----- |
| 115   | 98    | 97    | 122   | 114   | 112   |